# Trupanea wheeleri
Trupanea wheeleri
 es una especie de insecto díptero que Mary Katherine Curran describió científicamente por primera vez en el año 1932.
Esta especie pertenece al género Trupanea de la familia Tephritidae.